# 7037 Девідлін
7037 Девідлін (7037 Davidlean) — астероїд головного поясу, відкритий 29 січня 1995 року.
Тіссеранів параметр щодо Юпітера — 3,184.